# Золочівка (річка)
Золо́чівка, давніше Белзе́ць — річка в Україні, в межах Золочівського та (частково) Буського районів Львівської області. Ліва притока Західного Бугу (басейн Вісли).

## Опис
Довжина 35 км. Площа водозбірного басейну 232 км². Похил річки 1,1 м/км. Долина трапецієподібна, завширшки 3 км.  Річище завширшки пересічно 10 м, майже на усьому протязі відрегульоване. Використовується на технічне і сільськогосподарське водопостачання. Споруджено ставки і водосховище — Шевченківський став у місті Золочеві.

## Розташування
Золочівка бере початок біля села Плугова. Тече на північний захід. Впадає до Західного Бугу на схід від села Петричі.

## Притоки
Праві
- Тростянець
- Лапаївка

Ліві
- Млинівка
- Скварявка

## Населені пункти
Над річкою розташоване місто Золочів, а також такі села (від витоків до гирла): Плугів, Зарваниця, Струтин, Підгородне, Золочівка, Хильчиці, Почапи, Гончарівка (давніше Белзець).

## Цікаві факти
- У минулому, зокрема до Другої світової війни, річка в пониззі мала назву Белзець (Безелець), про що свідчать довоєнні польські мапи. Ця назва означає мокра, багниста місцевість, і пов'язана з тим, що тут долина річки колись була дуже заболочена.

- У 1476 і 1488 роках в Актах гродських і земських  згадується як fluvio  Belzecz — річка  Белзеч. Таку саму назву "Белзеч" мало і село, що отримало своє наймення, очевидно,  від місця розташування на березі цієї річки. Нині - Гончарівка[1].

- У розмежувальному акті між Жуличами і Лагодичами від 1488 року річка Белзець локалізується на південно-західній межі жулицьких угідь, де стикалися межі землеволодіння Жулич, Лагодич і Хильчич (Хильчиць) — нині — межа між Жуличами і Почапами.   Як свідчить карта фон Міга  (1779-1782), саме тут, на східній стороні  від повороту теперішнього гостинця Почапи-Білий Камінь,   в одне русло сходилися головні жулицькі потоки і головна течія потоку Золочівка після її виходу з Почапського ставу[2].

- Автор статті про Белзець у  «Словнику  географічному  Королівства польського та інших країн слов’янських» Бр. Густавич зазначає,що «Белзець, — читаємо, —  потік, постає в обшарах гміни Жуличі в повіті Золочівськім в Галичині з кількох струмків, які відпроваджують води із жулицьких болотищ, а сходяться на межі тієї гміни з Почапами, творячи потік Белзець, який, поповнений з лівого берега водами потоку Золочівки, плине на захід через луки почапські, пропливає став Белзецький і село Белзець, забирає зайві потоки з сусідніх лук і плине в напрямку північно-західнім; забравши з лівого боку ще один значний доплив Скваржавку в обшарах гміни Острівчика Польного, впадає в західній стороні гміни Пітриче до Бугу, з лівого берега, після 15 км бігу»[3].

- Долина Золочівки є природною межею між двома частинами Подільської височини — Гологорами і Вороняками.